# موشيه فرجي
عميد متقاعد من جهاز الموساد الإسرائيلي. تشط في جنوب السودان، وتركّز عمله على التنسيق مع الانفصاليين هناك لإيصال الدعم الإسرائيلي لهم.
كتب فرجي كتباً بعنوان: "إسرائيل وحركة تحرير جنوب السودان"، وضع فيه خُلاصة تجربته، وقام بتتبع العلاقة التي بدأ الإسرائيليون في نسجها عام 1958، واستهدفت دعم التمرد الجنوبي وإضعاف السودان والضغط على مصر. شمل الدعم الإسرائيلي كل المجالات العسكرية والاقتصادية والسياسية، حيث وفرت إسرائيل الخبرات والسلاح والأموال وكل ما احتاجته حركة التمرد خلال حربها مع الخرطوم، الأمر الذي انتهى بانفصال الجنوب وإعلان استقلاله عام 2011.